# Crane, Missouri
Crane är en ort i Stone County i Missouri. Vid 2020 års folkräkning hade Crane 1 495 invånare.